# Herbert Schmidt
Herbert Schmidt   (28 de gener de 1914 - 18 de setembre de 2002) fou un remer alemany que va competir durant les dècades de 1930 i 1940.
El 1936 va prendre part en els Jocs Olímpics de Berlín, on guanyà la medalla de bronze en la prova del vuit amb timoner del programa de rem. En el seu palmarès també destaquen tres campionats nacionals, dos en el vuit amb timoner i un en el quatre amb timoner.